# 梅若六郎 (55世)
五十五世梅若六郎（うめわか ろくろう、1907年8月3日 - 1979年2月8日）は、観世流シテ方能楽師、日本芸術院会員。本名は梅若亀之（うめわか たかし）、別名として梅若景英、梅若六之丞。三代梅若実を追贈。

## 経歴
五十四世梅若六郎（後の二代梅若実）の子として東京浅草厩橋に生まれる。祖父は明治三名人の一人、初代梅若実。弟に梅若雅俊、梅若恭行。次男に五十六世梅若六郎。
1911年「忠信」の法師で初舞台。1915年「菊慈童」で初シテ。1918年浅草精美高等小学校卒。1925年「道成寺」を披く。1928年「翁」を披く。1944年、55世を襲名。1949年、厩橋の能楽堂が戦災で焼失したため、後援会長の支援で東京・東中野に移転。1954年に全員観世流に復帰して、永年にわたった観世流、梅若流の抗争に終止符を打つという英断を下した。1957年能楽協会理事、重要無形文化財「能楽」保持者に認定（総合認定）。1958年「船弁慶」のシテにより芸術祭文部大臣賞受賞。1959年大阪市民文化祭賞受賞。1960年東中野に能楽堂を備えた日本初の能の専門学校梅若能楽学院を創立、理事長となる。大阪府芸術祭奨励賞受賞。1962年長唄の吉住慈恭、地唄舞の武原はんと「きさらぎ会」を結成。1964年東京オリンピック芸術部門参加。1965年欧米公演。1967年ニューオーリンズ名誉市民、日本芸術院会員。1968年米国、メキシコで公演。1976年紺綬褒章受章。1977年勲三等瑞宝章受章。2017年5月、三代梅若実を追贈されることが決まる。

## 著書
- 『謡を始める人のために』池田書店、1964年。doi:10.11501/2503440。全国書誌番号:64008708。

## ビデオグラム
- 『「隅田川」』NHKエンタープライズ〈能楽名演集〉、2006年08月25日、DVD-Video、NSDS-9953[6][7]。
- 『「仕舞一調舞囃子集」（全九曲）』NHKエンタープライズ〈能楽名演集〉、2007年08月24日、DVD-Video、NSDS-11016[8][9]。
- 『能「卒都婆小町 一度之次第」 半能「松虫 勘盃之舞」 観世流 梅若六郎』NHKエンタープライズ〈能楽名演集〉、2009年08月21日、DVD-Video、NSDS-13607[10][11]。

## 脚註